# Servizio informazioni segrete
Il Servizio informazioni segrete o SIS fu il servizio segreto della Regia Marina italiana.
Creato nel 1884 come "Sezione per le informazioni" dello stato maggiore della Regia Marina, il servizio fu poi espanso e riorganizzato, assumendo la designazione di 4º Reparto dell'Ufficio dello stato maggiore nel 1906 e di Reparto Informazioni nel 1925 per poi diventare ufficialmente SIS (la più nota tra le sue varie designazioni) nel 1942. Scopo principale del servizio era la raccolta di informazioni di interesse militare in ambito navale, la redazione di bollettini informativi e monografie dedicati alle attività e composizione delle marine militari estere e alla tecnologia marittima, e le attività di controspionaggio nelle basi navali e nelle strutture della Marina. Negli anni della seconda guerra mondiale il SIS sviluppò anche un efficiente servizio di intercettazione e crittoanalisi del traffico radio in codice del nemico.
Nelle sue varie incarnazioni il SIS operò in entrambi i conflitti mondiali e nel periodo interbellico, conducendo attività di spionaggio sia in patria che all'estero. Dopo la nascita della Repubblica Italiana il servizio, ridesignato come Reparto Informazioni Navali, continuò a svolgere l'incarico di unità di intelligence della Marina Militare, per poi passare le sue funzioni ed essere assorbito nel 1949 all'interno del neonato Servizio informazioni forze armate (SIFAR).

## Storia

### Dalla nascita alla prima guerra mondiale
La ricostruzione della storia dei servizi di informazione militare del Regno d'Italia è molto difficoltosa, sia per la natura riservata degli stessi che per la scarsità di documentazione in merito, visto che dopo gli eventi dell'armistizio del settembre 1943 i documenti riguardanti i servizi segreti furono oggetto di ripetute distruzioni da parte delle autorità italiane e di sequestri da parte delle forze di occupazione straniere.
La raccolta di informazioni di interesse militare in ambito marittimo, inoltrate poi al Ministero della guerra o al comando dello stato maggiore della Regia Marina, era un'attività comune per gli ufficiali navali italiani in viaggio all'estero, generalmente tramite la conduzione di operazioni non particolarmente sofisticate come la consultazione di fonti aperte (libri e giornali reperiti sul posto), la visita a porti e navi straniere, la realizzazione di schizzi e fotografie, e le discussioni non ufficiali con i parigrado di altre marine militari; la conduzione di simili operazioni fu poi codificata in un apposito Promemoria per gli ufficiali in missione o in licenza all'estero edito nel 1881. Al 1879 risalirebbe invece la costituzione in seno alla Regia Marina, in collaborazione con i Regi carabinieri, dei primi nuclei informativi incaricati di proteggere i porti e le installazioni navali più strategiche dalle attività di raccolta informazioni nemiche.
Solo nell'aprile 1884 venne deciso di costituire una prima organizzazione dedita alle attività di intelligence navale: in seno alla Segreteria del neonato Ufficio dello stato maggiore della Regia Marina fu attivata un'apposita "Sezione per le informazioni" incaricata, oltre che della redazione della Rivista Marittima e delle pubblicazioni tecniche della Marina, anche delle attività di raccolta informazioni e di "statistica" (eufemismo dell'epoca per indicare le azioni di controspionaggio). Nel 1889 la sezione divenne un ufficio separato in seno al 2º Reparto dello stato maggiore della Marina, mentre nel 1906 fu innalzata al rango di 1º Reparto dell'Ufficio dello stato maggiore e posta agli ordini di un capitano di vascello; dopo altre riorganizzazioni e l'ampliamento delle sue competenze, nel 1907 il servizio informazioni divenne il 4º Reparto dell'Ufficio dello stato maggiore, e tale rimase fino alla conclusione della prima guerra mondiale. La designazione dell'organo come "Reparto Informazioni", dizione prima utilizzata in maniera intercambiabile con quella di "Ufficio Informazioni", risulterebbe essere stata adottata ufficialmente solo nel marzo 1925.
I compiti assegnati al 4º Reparto della Regia Marina comprendevano la raccolta e il coordinamento delle informazioni di carattere tecnico, militare, nautico e industriale relative a marine militari estere, la raccolta di informazioni di natura riservata e la protezione dei segreti militari relativi alla difesa italiana; oltre a curare la redazione delle pubblicazioni tecniche della Marina, il Reparto redigeva con cadenza bisettimanale un Bollettino Informazioni distribuito agli ufficiali, nonché dei promemoria sulle questioni navali per il Comando supremo militare italiano. Per le sue attività di raccolta informazioni il 4º Reparto si serviva in via principale degli addetti militari dislocati presso le rappresentanze diplomatiche italiane all'estero, integrati da appositi ufficiali di Marina nominati quali "addetti navali" e inviati presso le ambasciate delle nazioni più importanti per quanto riguardava gli interessi della Marina (Parigi e Londra nel 1886, Berlino e Vienna nel 1891, San Pietroburgo nel 1892 e Washington nel 1898). Gli addetti operavano principalmente tramite fonti aperte, visite personali autorizzate, colloqui con militari del posto e altre attività lecite, ma il 4º Reparto prese a servirsi progressivamente anche di ufficiali navali inviati in specifiche missioni di raccolta informazioni sotto la copertura di credenziali diplomatiche o consolari, oppure di volontari che, recandosi all'estero per questioni di lavoro, di studio o di turismo, accettavano di svolgere attività di raccolta informazioni per conto della Marina.
La struttura del 4º Reparto, rimasta immutata fino a dopo la prima guerra mondiale, comprendeva:
- un Ufficio del Capo Reparto, incaricato della gestione dell'ente, del suo personale e dei suoi fondi segreti, dei collegamenti con gli addetti militari e navali all'estero e con gli addetti militari stranieri accreditati in Italia, della corrispondenza con le autorità estranee all'Ufficio dello stato maggiore della Regia Marina, e delle relazioni con l'Ufficio I del Regio Esercito, con la Direzione generale della pubblica sicurezza e con il Ministero degli affari esteri;
- una Segreteria, incaricata di gestire l'archivio, la biblioteca e la corrispondenza dell'ente, e di redigere i bollettini informativi, i promemoria e le pratiche riservate del Reparto; la Segreteria gestiva anche un gabinetto fotografico e una sala disegni alle dirette dipendenze del Capo Reparto;
- tre Sezioni informative incaricate di raccogliere le notizie e redigere le monografie relative a specifiche marine militari: 1ª Sezione (Marine austro-ungarica, cinese, danese, finlandese, giapponese, norvegese, russa, tedesca e svedese); 2ª Sezione (Marine belga, britannica, francese, olandese, portoghese e statunitense); 3ª Sezione (Marine bulgara, greca, montenegrina, ottomana, rumena e dei Paesi dell'America Latina);
- la 4ª Sezione, incaricata della pubblicazione di riviste tecniche, degli studi in materia di costruzioni navali e del reperimento e aggiornamento delle carte nautiche;
- la 5ª Sezione, incaricata delle attività di polizia militare e di raccolta informazioni nelle basi navali italiane, della corrispondenza con gli informatori e della loro amministrazione, e della tenuta dell'archivio delle informazioni segrete e dei cifrari riservati.

Nel corso della prima guerra mondiale il 4º Reparto della Marina svolse una notevole attività di raccolta informazioni di carattere navale, in particolare nei confronti dell'Impero austro-ungarico nel teatro bellico del mare Adriatico; queste attività compresero, tra le altre cose, la redazione di tavole e rilievi fotografici dall'aria di basi, batterie costiere e antiaeree sull'altro lato dell'Adriatico, la raccolta di informazioni sui movimenti ferroviari e sui servizi di sussistenza nemici, e la raccolta di notizie dai prigionieri italiani evasi dai campi di detenzione austriaci. L'azione più nota e importante portata a termine dal 4º Reparto fu però il cosiddetto "colpo di Zurigo", volto a smantellare una rete di spionaggio messa in piedi dal servizio informazioni della Marina austro-ungarica (l'Evidenzbureau Marine) e autrice di svariati atti di sabotaggio contro infrastrutture navali e unità all'ancora nelle basi italiane (costate in particolare l'affondamento delle corazzate Benedetto Brin e Leonardo da Vinci). Il 4º Reparto diresse, in coordinazione con i carabinieri, le attività di indagine seguenti agli atti di sabotaggio nemici, individuando nel consolato generale asburgico di Zurigo la sede da cui venivano impartite le disposizioni agli agenti operanti in Italia; nella notte tra il 25 e il 26 febbraio 1917 un gruppo di specialisti italiani, coordinati dal tenente di vascello Pompeo Aloisi, riuscì quindi a penetrare nella sede diplomatica austro-ungarica e a trafugare svariati documenti segreti che consentirono l'identificazione e l'arresto di buona parte degli agenti nemici operanti in Italia.

### Periodo interbellico

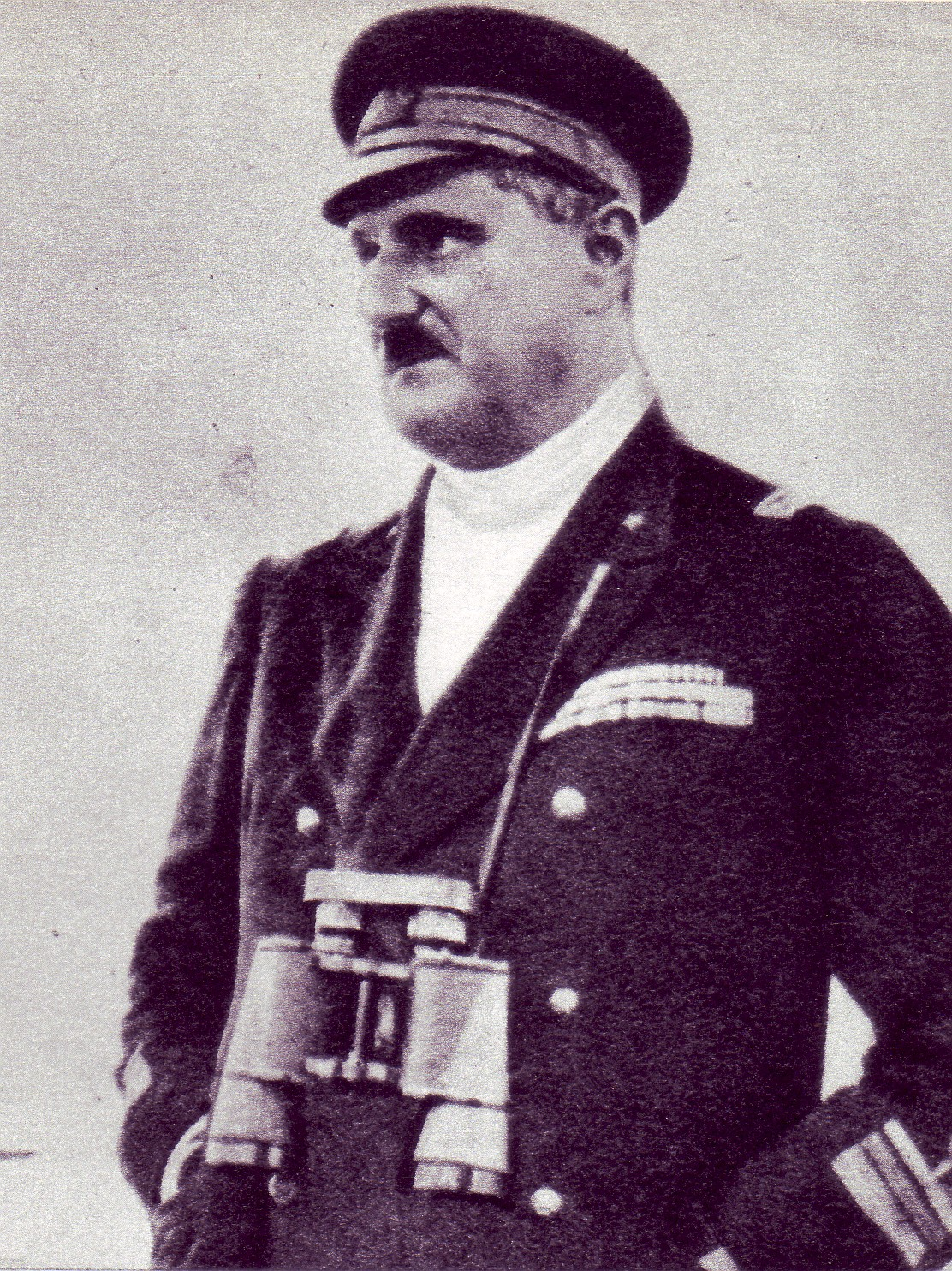
L'ammiraglio Alberto Lais, direttore del Reparto Informazioni dal 1938 al 1940

Subito dopo la conclusione della prima guerra mondiale, nell'agosto 1919 il ministro degli esteri Tommaso Tittoni promosse la costituzione di una commissione per la riorganizzazione dei servizi di intelligence italiani, volta a razionalizzarne e migliorarne l'attività e soprattutto a contenere i costi di gestione, in un clima generale di riduzione delle spese militari; fu avanzata l'idea di unificare in un unico servizio unificato, sottoposto al Ministero degli esteri, tanto l'Ufficio I del Regio Esercito quanto il 4º Reparto della Regia Marina. La proposta di riorganizzazione dei servizi informazioni militari trovò l'appoggio del presidente del consiglio Francesco Saverio Nitti, che il 25 agosto 1919 emise una circolare per raccomandare la soppressione del 4º Reparto della Marina e il trasferimento delle sue competenze alla Direzione generale della pubblica sicurezza presso il Ministero dell'interno; il Ministero della marina rimandò tuttavia l'attuazione della proposta, poi definitivamente caduta con la fine del dicastero di Nitti nel 1920.
L'organigramma del 4º Reparto (poi Reparto Informazioni) venne ampliato nel 1923 con la creazione di una sezione apposita dedicata alle questioni di diritto internazionale marittimo e di applicazione dei trattati in merito; nel 1926 fu invece attivato l'Ufficio Statistica (poi designato come "Sezione E"), incaricato delle operazioni di controspionaggio e di protezione dei segreti di Stato: l'Ufficio dirigeva una rete di organi periferici collocati presso gli alti comandi navali, denominati inizialmente "Centri Statistica" e in seguito "Centri di controspionaggio", normalmente formati con personale dell'Arma dei carabinieri. La riorganizzazione dei servizi segreti militari italiani aveva nel frattempo portato, nell'ottobre 1925, all'istituzione alle dipendenze del capo di stato maggiore generale del Servizio informazioni militare (SIM), incaricato di unificare e coordinare sotto di sé i servizi informazioni del Regio Esercito, della Regia Marina e della Regia Aeronautica. L'intendimento rimase però praticamente lettera morta: il SIM assorbì interamente il servizio informazioni dell'Esercito, ma gli analoghi reparti della Marina e dell'Aeronautica mantennero la loro autonomia operativa e organizzativa, accettando solo un coordinamento di massima da parte del SIM. L'unificazione dei vari servizi informazioni si riaffacciò periodicamente negli anni 1930, portando a scambi di pareri e formulazioni di proposte senza però mai concretizzarsi in nulla di sostanziale anche per la netta resistenza opposta da Marina e Aeronautica; gli anni del fascismo videro anzi una proliferazione di servizi segreti italiani, in un panorama piuttosto confusionario e caratterizzato dalla scarsa collaborazione tra i vari organismi. In generale, i servizi informativi della Regia Marina difesero gelosamente le loro prerogative e respinsero ogni tentativo di ingerenza nelle loro materie da parte della polizia segreta fascista (l'OVRA) e del servizio informazioni della MVSN (l'Ufficio Politico e Investigativo); con il SIM vennero mantenuti rapporti di collaborazione piuttosto tiepidi, anche per le insistenze di quest'ultimo nel rivendicare il suo ruolo nominalmente sovraordinato quale organo centrale dei servizi di informazione militari; migliori furono i rapporti con il Servizio informazioni aeronautico (SIA), anche se poco utili operativamente a causa delle scarse risorse a disposizione di questo servizio.
Si conoscono pochissimi dettagli sulle operazioni del Reparto Informazioni nel corso del periodo interbellico, visto che la quasi totalità delle testimonianze documentarie relative a questo periodo andarono distrutte negli anni della seconda guerra mondiale. Tra la fine del 1939 e i primi mesi del 1940 la Sezione E, retta dal capitano dei carabinieri Giuseppe Scordino, mise a segno diverse operazioni di controspionaggio che in pratica neutralizzarono del tutto la rete di spie e informatori allestita in Italia dal Deuxième Bureau francese; sempre Scordino diresse, nel maggio 1940, una riuscita operazione di infiltrazione nella sede dell'ambasciata francese a Palazzo Farnese a Roma (operazione Rigoletto): gli agenti italiani riuscirono a procurarsi le chiavi delle casseforti dell'ambasciata e a fotografare nottetempo con cadenza regolare, fino agli ultimi giorni prima dell'entrata in guerra dell'Italia, i rapporti dell'addetto navale francese nonché i documenti riservati e i cifrari usati per le comunicazioni segrete dell'ambasciata.

### La seconda guerra mondiale

#### Organizzazione

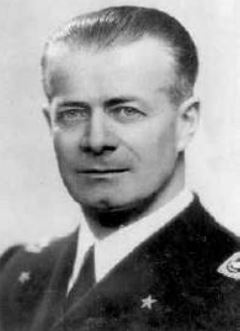
L'ammiraglio Giuseppe Lombardi, direttore del Reparto Informazioni dal 1940 al 1941

Al momento dell'entrata in guerra dell'Italia nel giugno 1940 il Reparto Informazioni, subordinato come sempre all'Ufficio dello stato maggiore della Regia Marina, disponeva di una sede centrale al Ministero della Marina a Roma e di una serie di "centri" collocati all'estero. L'articolazione della sede centrale prevedeva una serie di uffici a loro volta divisi internamente in sezioni e sottosezioni, su base geografica o relativamente a compiti ben specifici; uffici e sezioni erano diretti da ufficiali superiori della Marina, salvo che per le sezioni relative al controspionaggio (rette da un ufficiale dei carabinieri) e a quella competente per la raccolta di informazioni in ambito tecnologico (retta da un ufficiale del genio navale). Il reparto era diretto da un ufficiale con il grado di ammiraglio o contrammiraglio: l'ammiraglio Alberto Lais aveva lasciato il posto nel gennaio 1940 al contrammiraglio Giuseppe Lombardi, a cui subentrò a sua volta nell'agosto 1941 l'ammiraglio Francesco Maugeri.
Il 20 marzo 1942 il Reparto Informazioni assunse ufficialmente la designazione di "Sevizio informazioni segrete" (SIS). A quella data l'articolazione interna dell'ente si componeva di:
- Ufficio Segreteria, alle dipendenze del comandante del servizio;
- Ufficio A, incaricato delle pratiche amministrative e della gestione del personale;
- Ufficio B, anche detto Ufficio IE ("Intercettazioni Estere"), incaricato delle attività di intercettazione del traffico radio navale e aereo nemico, dello studio delle frequenze e delle procedure di trasmissione, delle attività di decodifica delle comunicazioni cifrate nemiche e di protezione dei codici cifrati italiani. Suddiviso internamente in due sezioni (aumentate poi a tre), l'ufficio curava la pubblicazione quotidiana di un bollettino "rosso" relativo ai movimenti e alla posizione stimata delle navi straniere e un bollettino "giallo" relativo alle informazioni ottenute dalle intercettazioni; con cadenza settimanale pubblicava invece un bollettino "rosa" riguardante la stima e la valutazione delle forze nemiche ricavabile dalle intercettazioni effettuate;
- Ufficio C, incaricato delle operazioni di topografia e della compilazione delle monografie informative dedicate alle singole nazioni; suddiviso in quattro sezioni, curava la pubblicazione quotidiana di un bollettino "verde" e di un notiziario radio relativi a qualsiasi informazione utile ottenuta;
- Ufficio D, incaricato delle operazioni "offensive" di raccolta di informazioni segrete all'estero e di valutazione delle stesse; era suddiviso in tre sezioni;
- Ufficio E, incaricato delle operazioni "difensive" di controspionaggio in patria e controllante una serie di "Centri di controspionaggio" disseminati nelle principali basi navali italiane.

Alcuni resoconti segnalano come dipendente dal SIS anche un Ufficio I o Ufficio Centrale di Censura incaricato del monitoraggio delle comunicazioni postali, telefoniche e telegrafiche, ma secondo l'organigramma ufficiale questo era un ente autonomo dal servizio e subordinato direttamente allo stato maggiore della Marina. A differenza del Regio Esercito, che aveva avviato specifici corsi di formazione per gli ufficiali dei servizi di informazione già negli anni 1930, la Marina non ebbe una vera e propria scuola per operativi dei servizi segreti almeno fino al 1940: chi veniva inviato in missione all'estero veniva istruito personalmente dal comandante dell'Ufficio D circa gli obiettivi da conseguire, i cifrari da utilizzare e le tecniche da mettere in atto. Solo nel 1940 la Marina aprì a Roma una scuola di addestramento per, in particolare, fornire agli agenti la formazione all'uso di cifrari, codici e apparecchi radiotrasmittenti; addestramento al sabotaggio e al paracadutismo venivano invece impartiti nella base dell'Esercito di Tarquinia.
Nell'ottobre 1942, per decisione di Mussolini, tutte le attività di controspionaggio militare furono accentrante nel SIM e l'Ufficio E del SIS fu ufficialmente soppresso; l'ammiraglio Maugeri riuscì tuttavia ad aggirare la disposizione ottenendo dal Comando Supremo l'autorizzazione a costituire presso il SIS un "servizio di polizia militare", che in pratica ereditò le stesse funzioni dei precedenti Centri di controspionaggio.

#### Operazioni
Alcune relazioni compilate per conto degli Alleati nel 1944-1945 consentono di ricostruire un'idea di massima delle operazioni del SIS durante la seconda guerra mondiale. In generale il SIS riuscì a costruire un eccellente servizio di intercettazione e decrittazione del traffico radio nemico e a disporre di personale molto bene addestrato all'uso dei cifrari, come riconosciuto dagli stessi anglo-statunitensi; le sezioni monografiche lavoravano molto bene e riuscirono a compilare resoconti esaurienti attingendo alle fonti aperte reperibili negli Stati sotto monitoraggio. Il servizio "offensivo" di raccolta informazioni fu invece molto carente: la raccolta di informazioni all'estero continuava ad appoggiarsi in massima parte sugli addetti navali e militari d'ambasciata e su altro personale con copertura diplomatica, una rete informativa che finiva azzerata non appena i vari Stati entravano in guerra contro l'Italia; fu possibile conservare solo le reti allestite in paesi neutrali come Spagna e Portogallo e loro colonie, Turchia, Arabia Saudita e Stati dell'America centrale e meridionale. Molte di questi reti si appoggiavano a sistemi di comunicazione non sicura, non disponendo nella maggior parte dei casi di trasmittenti clandestine. Vennero fatti vari tentativi per reclutare come informatori gli italiani residenti all'estero, mentre il reclutamento di agenti stranieri venne fatto solo per specifiche missioni e solo in circostanze speciali, quando un elemento era considerato come particolarmente fidato.
Il livello di raccolta di informazioni variava da Stato a Stato. In Unione Sovietica non vi era mai stato un addetto navale italiano, e non esisteva alcuna rete informativa a carattere navale. La rete informativa retta dall'addetto navale a Washington funzionò regolarmente fino all'entrata in guerra degli Stati Uniti d'America nel dicembre 1941, ma riuscì a fornire poche notizie di interesse operativo; in seguito, limitati tentativi di infiltrare agenti e organizzare un centro offensivo negli Stati Uniti, anche con la collaborazione dei tedeschi, vennero rapidamente neutralizzati dal controspionaggio dell'FBI. Gli addetti navali a Buenos Aires e Rio de Janeiro ottennero risultati limitati anche per la difficoltà a mantenere collegamenti radio sicuri con l'Italia, visto che la Marina non disponeva di trasmittenti dotate della potenza necessaria a raggiungere il Sudamerica. La rete informativa allestita in Spagna diede invece ottimi risultati, e lungo le coste iberiche e del Marocco spagnolo furono allestiste svariate postazioni di osservazione per monitorare quotidianamente il traffico navale britannico attorno alla base di Gibilterra nonché centri di intercettazione del traffico radio nemico, in grado di comunicare in codice direttamente con Roma tramite trasmittenti occulte; il Centro di controspionaggio navale dell'ambasciata italiana di Madrid faceva da collettore per tutte le informazioni di grande rilievo. A Tangeri, proclamata "zona internazionale" dal 1923, la Marina aveva impiantato una stazione di osservazione e un centro di controspionaggio almeno dagli anni 1930, i quali fornirono un alto rendimento operativo; anche a Casablanca e Tunisi vennero impiantati centri informativi dotati di trasmittenti occulte. In Portogallo era attiva una rete informativa piuttosto sviluppata, con diramazioni che arrivavano fino a Ponta Delgada nelle Azzorre.
Il SIS fu molto attivo anche nella parte orientale del mar Mediterraneo. I servizi informativi della Marina erano attivi in Turchia fin dagli anni 1930, con un centro principale a Istanbul e diramazioni periferiche a Smirne, Mersina e Alessandretta; altri due centri aperti a Trebisonda e Samsun furono poi chiusi a causa dello scarso traffico navale in corso tra Turchia e Unione Sovietica. Il centro informativo di Smirne fu smantellato dal controspionaggio turco nel 1942, ma fu in seguito riattivato con l'invio di un nuovo ufficiale di Marina. Il SIS riuscì a costruire in Turchia un'efficiente rete informativa, con varie ricetrasmittenti clandestine e numerosi informatori reclutati tra uomini d'affari di paesi neutrali che per ragioni di lavoro si spostavano tra la Turchia e l'intero Medio Oriente, nonché tra il personale delle ferrovie locali; il SIS stabilì un contatto con un ufficiale dei servizi segreti militari di Ankara che, dietro compenso, fornì agli italiani copia dei rapporti informativi turchi relativi a Palestina, Egitto, Arabia Saudita, Iraq e Iran, e in generale la rete informativa italiana fu molestata dal controspionaggio turco in maniera minore di quanto toccato alle corrispettive reti tedesche e giapponesi. In vista di una possibile entrata in guerra della Turchia al fianco degli Alleati, il SIS reclutò e addestrò un certo numero di informatori tra la minoranza oppressa dei curdi, dotandoli di cifrari e apparecchi radio; si stabilì un contatto con il movimento indipendentista curdo, che fornì informazioni riguardanti la Turchia e la Siria. Un centro informativo del SIS fu aperto anche a Beirut, potenziato nel 1941 con l'impianto di una stazione radio collegata direttamente con Roma e che faceva da tramite con le centrali minori situate a Baghdad, Teheran e Gedda; il centro riuscì a inviare materiale informativo di qualità nonostante gli ostacoli opposti dalle autorità francesi. La rete informativa retta dall'addetto navale italiano a Teheran fornì informazioni utili sulla situazione nel Golfo Persico, ma fu smantellata dopo l'invasione anglo-sovietica dell'Iran.
La collaborazione con l'alleata Germania non fu sempre ottimale a causa del senso di superiorità e della grande sfiducia mostrata dai servizi tedeschi verso i loro omologhi italiani, per quanto il SIS riuscì a stabilire rapporti migliori con i tedeschi rispetto a quanto fece il SIM. Pur non disponendo come il SIM di un ufficiale di collegamento tedesco dedicato, il SIS aveva a disposizione una telescrivente e una linea telefonica diretta con Berlino, tramite la quale italiani e tedeschi si scambiavano quasi giornalmente rapporti informativi. L'Ufficio B del SIS stabilì un buon livello di collaborazione con il suo omologo tedesco, il B-Dienst, nel campo delle intercettazioni radio e della decodifica dei messaggi in codice, anche se i tedeschi non passarono mai agli italiani tutte le notizie sui cifrari alleati venute in loro possesso. Scadente fu invece la collaborazione nel campo delle operazioni offensive all'estero, con poche e spesso fallimentari operazioni di infiltrazione di agenti organizzate congiuntamente da tedeschi e italiani; il supporto tedesco fu dato principalmente tramite la fornitura di apparecchiature radio avanzate utilizzate dai centri informativi italiani all'estero. Nonostante gli ordini di non agire "aggressivamente" contro i tedeschi, il SIS redasse rapporti dettagliati sull'organizzazione della rete di intelligence tedesca attiva in Italia, rapporti poi passati agli anglo-statunitensi quando gli italiani cambiarono schieramento nel settembre 1943.

#### Dopo l'armistizio

L'ammiraglio Francesco Maugeri, direttore del SIS dal 1941 al 1943

A seguito dell'annuncio dell'armistizio tra Italia e Alleati l'8 settembre 1943, e della successiva occupazione tedesca di Roma, il SIS dovette rapidamente riorganizzarsi; gli Alleati ricercarono attivamente la collaborazione dei servizi segreti italiani, ma con riguardo principalmente alle attività di controspionaggio dietro le loro linee e di spionaggio nelle zone dell'Italia occupate dai tedeschi, ponendo stringenti divieti a operazioni all'estero e un ferreo controllo sul loro operato. Personale del SIS riparato nel sud Italia riattivò, nel novembre 1943, un Reparto informativo per lo stato maggiore della Regia Marina a Brindisi, sotto la direzione del capitano di fregata Max Ponzo (già responsabile dell'Ufficio D) sostituito alla fine del gennaio 1944 dal capitano di vascello Agostino Calosi. In stretta collaborazione con il Secret Intelligence Service britannico (meglio noto come MI6), che ne diresse la ricostruzione, il SIS ricevette come incarico principale quello di raccogliere e valorizzare le informazioni riguardanti lo stato di efficienza, la dislocazione e i movimenti delle unità navali della Regia Marina catturate e riutilizzate dai tedeschi, nonché lo stato e l'attività dei cantieri navali nell'Italia occupata; il servizio mantenne inoltre i ruoli di controspionaggio nelle basi navali italiane, anche se con vari paletti imposti dagli Alleati. La struttura fu snellita e articolata su:
- Segreteria, incaricata di sovraintendere a protocollo, pratiche generali e finanze;
- 1ª Sezione (poi Sezione A), incaricata di organizzare, in stretto coordinamento con il ricostituito SIM e gli ufficiali di collegamento alleati, l'invio di personale di Marina munito di trasmittenti nel territorio occupato dai tedeschi;
- 2ª Sezione (poi Sezione B), incaricata di valorizzare le informazioni ottenute dalle varie fonti e di interrogare il personale fuggito dalle zone occupate e i prigionieri di guerra, redigendo poi appositi bollettini informativi;
- 3ª Sezione (poi Sezione C), incaricata delle intercettazioni radio e della decodifica dei messaggi cifrati nemici;
- 4ª Sezione (poi Sezione D), incaricata delle attività di polizia militare, di difesa del segreto militare, di prevenzione del sabotaggio e di contrasto alla propaganda antimilitare tra il personale della Marina;
- 5ª Sezione (poi Sezione E), incaricata di non meglio precisate attività di "statistica" nonché del coordinamento delle attività di censura militare.

L'invio di agenti nei territori occupati dai tedeschi fu sempre motivo di contrasti tra SIM e SIS, con il primo che rivendicava l'esclusivo controllo di queste operazioni mentre il secondo affermava il diritto di servirsi di questo mezzo per raccogliere informazioni di interesse navale. Questo contrasto portò spesso a discussioni e incidenti, come nel caso della missione del tenente di vascello Giorgio Zanardi nel settembre 1944: infiltrato nel territorio controllato dai tedeschi attraverso la Romagna, Zanardi aveva il compito di acquisire informazioni generali sulla situazione nemica come pure di stabilire contatti discreti con ambienti della Marina Nazionale Repubblicana della RSI per prevenire la distruzione di opere e impianti appartenenti alla Regia Marina. Rientrato in territorio alleato Zanardi fu arrestato dalla polizia militare britannica, visto che si scoprì che la sua missione era stata decisa in autonomia dal SIS senza alcuna autorizzazione o coordinamento né del SIM né dei servizi anglo-statunitensi; scatenò polemiche e discussioni il fatto che Zanardi, nel corso della sua missione, avesse avuto contatti con l'ammiraglio Giuseppe Sparzani, comandante della Marina repubblichina, ma soprattutto con il comandante della Xª Flottiglia MAS Junio Valerio Borghese, cosa deplorata dagli Alleati. Miglior accoglienza ebbe invece un'altra missione di un infiltrato del SIS, il comandante Emilio Elia: sbarcato con un operatore radio nella zona delle Cinque Terre nel marzo 1944, Elia (nome in codice "Nemo") operò fino agli ultimi giorni di guerra nella raccolta e trasmissione di informazioni di carattere militare, politico e industriale, creando una rete di contatti con ramificazioni fino a Milano, Bologna, Parma, Trieste e Firenze comprensiva anche di infiltrati nei ranghi del Servizio Informazioni Difesa (SID, il servizio segreto della RSI). Nelle ultime settimane di guerra, infine, personale del SIS operò in missioni di contro-sabotaggio per salvaguardare le infrastrutture portuali del nord Italia dalla distruzione a opera dei tedeschi in ritirata. In generale, l'operato del SIS fu molto apprezzato dai comandi degli Alleati in Italia.
Subito dopo l'occupazione tedesca di Roma, l'ammiraglio Maugeri si era dato alla clandestinità nella città ma già il 13 settembre riunì un primo gruppo di suoi collaboratori del SIS per intraprendere attività contro i nuovi nemici. Dopo aver provveduto alla distruzione degli archivi del SIS perché non cadessero in mano tedesca, Maugeri espanse il gruppo sfruttando fondi e sedi del SIS per poi creare, tra settembre e novembre 1943, il Servizio Informazioni Clandestino (SIC): arrivato a contare 30 tra ufficiali e sottufficiali della Marina, 7 ufficiali dell'Esercito e 28 civili, il SIC collaborò strettamente con il Fronte militare clandestino e con i servizi informativi della Fifth United States Army in attività di raccolta informazioni, ricognizione e sabotaggio nella zona di Roma e dintorni (in particolare durante le operazioni connesse allo sbarco di Anzio), ma attivando numerose cellule e centri di spionaggio anche in svariate località del nord Italia.
Dopo la liberazione di Roma da parte degli Alleati il 5 giugno 1944 lo stato maggiore della Regia Marina poté ritrasferire nella capitale i suoi organi, tra cui il ricostituito SIS; l'ammiraglio Maugeri riprese brevemente la guida del servizio fino all'agosto 1944, quando fu sostituito per motivi di salute dal capitano Calosi, che rimase in carica fino alla fine della guerra.

### Ultimi anni
Terminata la guerra la Regia Marina (destinata a diventare di lì a breve Marina Militare dopo il passaggio dalla monarchia alla repubblica) proseguì nell'opera di riorganizzazione del suo servizio informativo, pur sotto uno stretto controllo da parte degli Alleati che permase fino alla stipula del trattato di pace del 10 febbraio 1947, se non fino all'adesione dell'Italia alla NATO nel 1949. Il 9 maggio 1945 il Reparto informazioni dello stato maggiore della Regia Marina fu ridesignato ufficialmente come "2º Reparto" in sostituzione della precedente designazione di SIS; la designazione fu poi cambiata in Reparto Informazioni Navali a partire dal 1º giugno 1947. Retto da un ufficiale con il grado di contrammiraglio o capitano di vascello, il reparto dipendeva direttamente dal capo di stato maggiore della Marina; i suoi ruoli rimanevano quelli della raccolta e valutazioni delle informazioni di interesse navale e sulle marine militari straniere, delle relazioni con gli addetti navali italiani nelle ambasciate all'estero e del controspionaggio in ambito navale. Al 1949 l'organizzazione interna del Reparto prevedeva cinque uffici:
- Ufficio A, dedicato all'amministrazione;
- Ufficio B, su due sezioni, dedicato alle attività di intercettazione delle trasmissioni radio, alla decrittazione dei codici stranieri e alla conservazione dei codici italiani;
- Ufficio C, su sei sezioni, dedicato alla redazione delle monografie informative sulle marine estere, alle attività di topografia e di laboratorio fotografico, e ai rapporti con gli addetti navali;
- Ufficio D, dedicato alle attività "offensive" di raccolta informazioni, con dieci centri di controspionaggio in Italia e un certo numero di centri all'estero;
- Ufficio E, dedicato alle attività "difensive" e di polizia militare.

Il Reparto cessò di avere un'identità autonoma il 1º settembre 1949 quando, a seguito dell'unificazione dei ministeri della guerra, della marina e dell'aeronautica nell'unitario Ministero della difesa, i servizi informativi delle tre forze armate furono unificati nel Servizio informazioni forze armate (SIFAR).